# Bharatanatjam

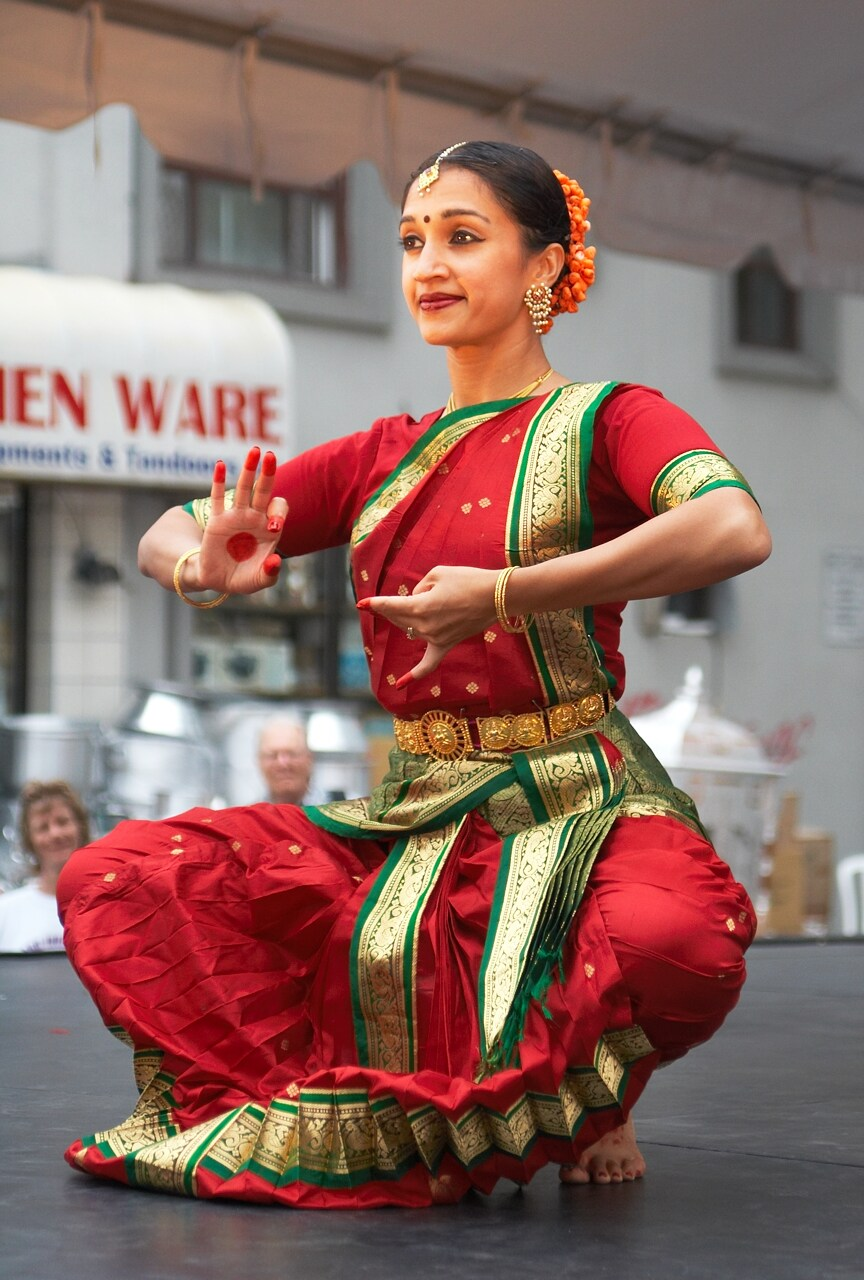
Tancerka bharatanatjam

Bharatanatjam (dewanagari भरतनाट्यम्  trl. bharatnātyam, tamil பரதநாட்டியம், ang. Bharatanatyam) – antyczny styl klasycznego tańca hinduskiego, istniejący od około 3000 lat, początkowo tańczony przez kapłanki-tancerki dewadasi w świątyni w Tanjavur i Malabar i zwany "sadir" lub "dasi attam" (trl. dāsī āţţam), charakterystyczny element bhakti. Pochodzi z Indii południowych i utożsamiany jest z kulturą Tamilów.
Dewadasi brały udział w codziennych rytuałach świątynnych i w świętach hinduistycznych, wykonywany przy tych okazjach taniec był postrzegany jako forma daru składanego bóstwu. Z czasami zaczęły także tańczyć na królewskich dworach. Między XVIII i XIX w. styl ten przyjął formy podobne do tych, w jakich jest wykonywany do dziś. Po okresie kryzysu, który nastąpił w latach 20. i 30. XX w., został zreformowany i w 1930 przyjął nazwę "bharatanatjam", opierającą się na trzech sylabach w słowie "bharata" – bhawa (uczucie), raga (melodia) i tala (muzyka) (rytm).
Taniec ten obecnie jest wykonywany przez jednego tancerza, najczęściej przez kobietę, lub przez całą grupę. Towarzyszy mu muzyka i śpiew komentujący taniec. Charakteryzuje się dynamiką wykonania, statycznymi pozami i emocjonalnym zaangażowaniem wykonawcy: nritta (rytmiczne ruchy) i nritya (ruchy ekspresyjne).